# Клавария бледно-бурая
Клава́рия бле́дно-бу́рая (лат. Clavaria zollingeri) — гриб из рода Клавария (Clavaria).
Вид назван в честь швейцарского ботаника и миколога Генриха Цоллингера (1818—1859).

## Описание
Плодовое тело 1,5—8 (15) см, высотой, многократноветвистое (3—4 раза дихотомически ветвящиеся), ветви 1-2 см длиной 1—4 мм толщиной, очень вариабельные по расцветке: от кремовой, бледно-бурой до голубоватой, голубовато-фиолетовой, аметистовой окраски. Ножка (от которой начинается разветвление), короткая, 0,5—0,8 см, сероватая или серовато-бурая. Споры 4—7 × 3—5 мкм, широкоэллиптические или шаровидные, гладкие. Споровый порошок белый.
Высушенные образцы гриба могут почти полностью потерять свою окраску, так как пигменты могут быть чувствительны к свету или сухости. Плодовое тело обычно имеет высоту от 5 до 10 см и ширину от 4 до 7 см. Стебель или основание короткое, а ветвление начинается на небольшом расстоянии от земли. Поверхности хрупких ветвей гладкие и сухие; ветви имеют толщину 2–6 мм, обычно с закругленными концами. Мякоть хрупкая, буроватая, без особого вкуса со слабым редечным запахом. Хотя сообщается, что хрупкие плодовые тела съедобны в небольших количествах, они имеют ограниченную кулинарную ценность и могут оказывать слабительное действие. Некоторые гиды говорят, что это несъедобно.
В массе споры (образующиеся на поверхности ветвей) белые. Световая микроскопия выявляет дополнительные детали: споры от примерно сферических до широкоэллиптических, размером 4–7 на 3–5 мкм. У них есть четкая вершина длиной около 1 мкм и одна большая капля масла. Базидии (спороносные клетки) четырехспоровые, без зажимов, размером 50–60 на 7–9 мкм, постепенно расширяющиеся на вершине.
Гумусовый сапротроф. Растёт одиночно или группами, преимущественно в хвойных лесах с участием дуба, с конца июня по сентябрь, во мху, иногда на открытых местах. Плодовые тела образуются в августе — октябре.

## Ареал
Космополитный вид. Известен из Австралии, Новой Зеландии, Северной Америки, Южной Америки, Европы и Азии. Занесён в список редких видов в Дании, в Красную книгу Челябинской области. Лимитирующие факторы: вырубка широколиственных лесов, рекреационное воздействие. Меры охраны: выявление местообитаний вида, их охрана и мониторинг, сохранение участков старовозрастных хвойно-широколиственных лесов.